# Guerra Luso-Castelhana (1336-1339)
A Guerra Luso-Castelhana de 1336-1339 foi um conflito armado que se deu entre o rei de Portugal D. Afonso IV e o rei Afonso XI de Castela.

## Contexto
O rei D. Afonso IV havia casado a sua filha D. Maria com D. Afonso XI, porém o desprezo a que o monarca castelhano votava a sua mulher, mantendo inclusive relações com Leonor de Gusmão, veio a azedar as boas relações entre as duas Coroas. Procurou D. Afonso IV portanto intervir na Corte castelhana, vendo nele alguns nobres castelhanos desafectos com a política de D. Afonso XI, como o poderoso infante D. João Manuel, e o magnata João Nuñez III de Lara um potencial aliado às suas ambições políticas pessoais.
Assim, em 1335 D. Afonso IV acordou casar o seu filho D. Pedro com D. Constança Manuel, filha de D. João Manuel, ainda que tivesse antes acordado casar o príncipe herdeiro com a sobrinha do seu homólogo castelhano, D. Branca de Castela. Apercebendo-se da trama, mandou D. Afonso XI raptar a noiva, precipitando assim uma declaração de guerra a Castela por parte do rei português, em 1336.

## Decorrer das hostilidades
Em pleno Verão de 1336, começou o conde de Barcelos D. Pedro Afonso, meio-irmão do rei, por atravessar o rio Minho com uma hoste e pôs cerco ao castelo de Entienza. Situava-se este a poucos quilómetros para leste de Tui, e entre as suas muralhas havia o arcebispo de Compostela procurado refúgio. Assolaram a região durante algumas semanas mas não tomaram o castelo e regressaram a Barcelos.
Mais a sul, avançou o rei em pessoa sobre Badajoz, cidade a que impôs cerco ao mesmo tempo que lançava ataques de rapina na direcção de Aroche, Cortegana e de Aracena de Huelva. A resistência de Badajoz e a derrota das tropas portuguesas na Batalha de Villanueva de Barcarrota porém, obrigaram o rei português a abandonar a campanha relativamente cedo.
Entretanto, uma frota portuguesa sob o comando do corsário Gonçalo Camelo, com 2000 homens e vinte navios, entre os quais se contavam cinco galés e sete naus, partiu de Lisboa em finais de Agosto e avançou sobre a Andaluzia, tendo estas tropas expedicionárias atacado Gibraleão. Desembarcaram em Lepe a 8 de Setembro de 1336 e combateram com os castelhanos, tendo de lá regressado ao Tejo. A caminho de Lisboa foram assolados por um temporal que, por outro lado, destroçou também uma frota castelhana de 40 velas e 5700 homens comandados pelo almirante Afonso Jofre Tenório, saído de Sevilha. As armadas portuguesas combatiam também mais a norte: uma frota comandada pelo almirante Pessanha assolou as costas da Galiza e Astúrias, tendo capturado muitos navios.
Em Dezembro de 1336, Afonso XI logrou forçar João Nuñez III de Lara, que se havia revoltado, à rendição. Logo, já no ano seguinte, o rei castelhano penetrou pelo Alentejo, passando por Elvas, Arronches, Assumar, Vieiros, Vila Viçosa e Olivença, retirando-se devido a uma doença. No Minho, um exército comandado por D. Fernando de Castro avançou pela beira-mar na direcção do Porto, porém foi desbaratado pela hoste do bispo do Porto, do arcebispo de Braga e do mestre da Ordem de Cristo D. Estevão Gonçalves, perto de Braga, numa batalha em que mataram o irmão do comandante castelhano, D. João de Castro.

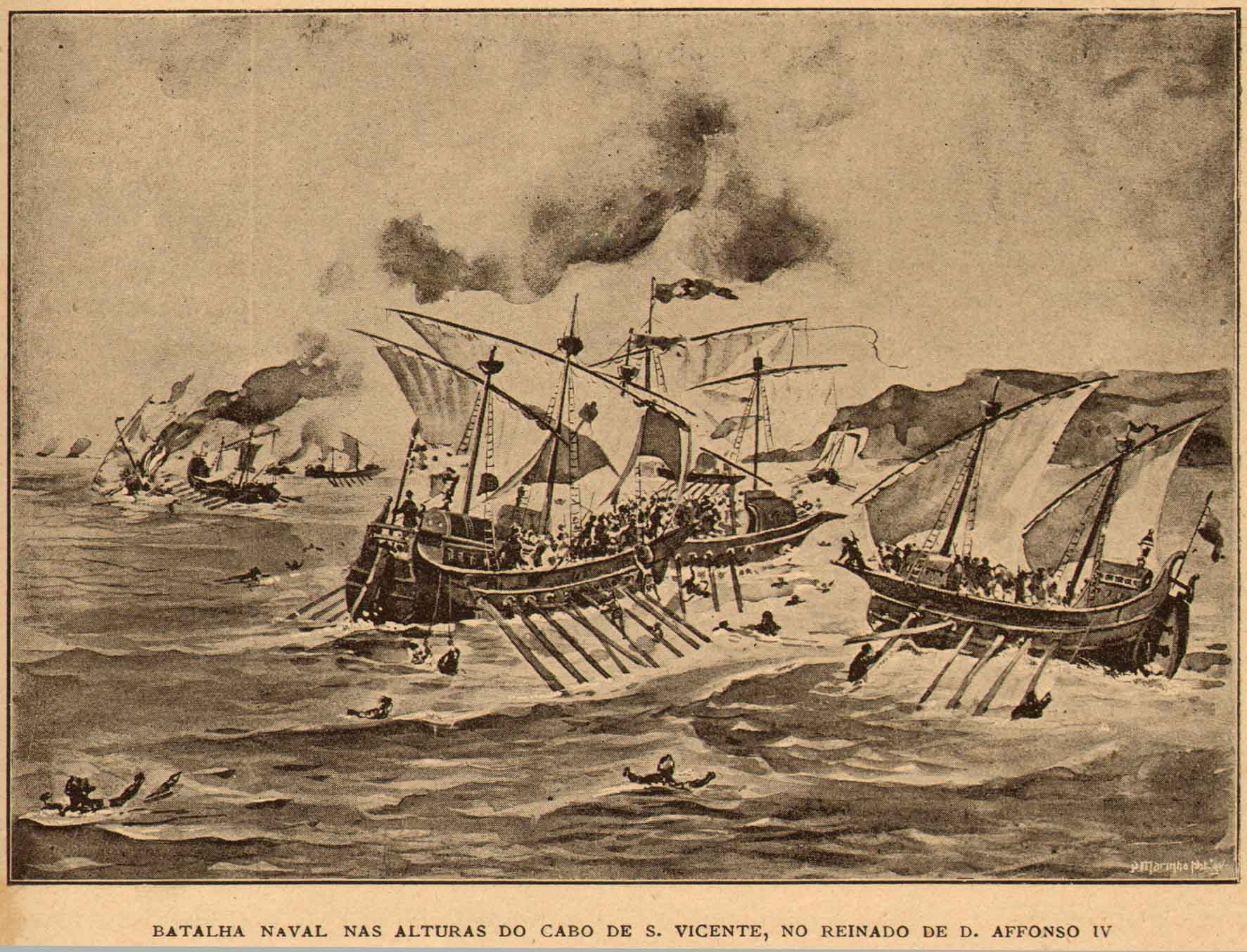
Batalha naval nas alturas do Cabo de S. Vicente por Roque Gameiro.

Novo revés se sucedia aos portugueses perto do Cabo de São Vicente, ao largo do qual uma frota de 20 galés portuguesas foram desbaratadas por 30 galés castelhanas a 21 de Julho de 1337, sendo o almirante Pessanha e o seu filho capturados, juntamente com o estandarte real. Os prisioneiros portugueses foram obrigados a desfilar pelas ruas de Sevilha com cangas ao pescoço e a bandeira exposta na igreja de Santa Maria.
Ainda em 1337, ou já em 1338, atravessa D. Afonso XI o rio Guadiana e invade o Algarve em pessoa, assolando Castro Marim, Tavira, Loulé e Faro, ao mesmo tempo que uma frota castelhana avançava na direcção de Lisboa, causando estragos ao longo da costa. Na Galiza, D. Afonso IV atacou Neves e Salvatierra do Miño.
Parecem ter sido os últimos episódios bélicos de relevo desta guerra. De lá do Estreito de Gibraltar chegavam notícias que Alboácem Ali, sultão de Marrocos, da dinastia dos Merínidas, se aproveitara da guerra entre portugueses e castelhanos para reunir tropas e juntar-se ao emir de Granada num projectado ataque a Castela e Portugal, em violação de umas tréguas acordadas com o soberano castelhano. Em finais de 1338 consentiam os dois monarcas numa trégua, mediada pelo bispo de Rodes, enviado pelo Papa e pelo bispo de Reims, enviado pelo rei de França. Em Julho de 1339 foi assinado um tratado de paz, em Sevilha.

## Rescaldo
Consoante as predisposições do Tratado de Sevilha de 1339, as fronteiras das duas Coroas eram mantidas sem alterações, D. Constança viria para Portugal a fim de desposar o príncipe-herdeiro, ao passo que D. Branca regressava a Castela. Afonso XI comprometia-se a tratar a sua rainha com respeito e devolvia as galés portuguesas, bem como o almirante Pessanha e o seu filho. Devido aos ataques castelhanos a Castro Marim, a Ordem de Cristo transferiu definitivamente a sua sede para Tomar.

## Ligações Externas
- Fernando Pessanha: A Expedição do Corsário D. Gonçalo Camelo às Costas de Huelva e-Strategica, 2020.
- Miguel Gomes Martins: A Guerra Esquiva. O Conflito Luso-Castelhano de 1338-1338, 2005, p. 59.